# 上田夢人
上田 夢人（うえだ ゆめひと）は、日本の漫画家・イラストレーター。東京都多摩市在住。別名義に姫枝 夕人（ひめえだ ゆうと）。同人ゲームサークル「talestune」のメンバーの一人。

## 作品リスト

### 画集
- 『上田夢人画集 First Stage』[1]（一迅社、2012年3月5日初版発行＜2月28日発売＞）ISBN 978-4-7580-1245-4

### 漫画作品
- もより（カラー漫画・インタビュー、FOX出版）[2]
- 舞-HiMEコミックアンソロジー VOL.2 （漫画・イラスト、一迅社）[2]
- アイドルマスターコミックアンソロジー VOL.1/VOL.2（口絵・漫画、一迅社）[2]
- 舞-乙HiME コミックアンソロジー（一迅社）[3]
- アイドルマスター アンソロジーコミック（FOX出版）[2]
- アイドルマスターコンセプトコミック オフ（口絵・漫画、エンターブレイン）[2]
- GIRLY SHOWCASE（三和出版）※姫枝夕人名義
- サマーウォーズ外伝 キングカズマvsクイーンオズ（全2巻、原作：細田守、キャラクター原案：貞本義行、角川書店/コンプエース）
- アイドルマスター relations（全2巻、原作：バンダイナムコゲームス）[1]
- 週刊マンガ世界の偉人 78号 野口英世（朝日新聞出版）[4]

### テレビアニメ
- true tears（キャラクター原案）

### ライトノベル
いずれもイラストを担当。
- TATTOO BLADE（全2巻、著：市川丈夫、富士見ファンタジア文庫）
- 今すぐ救世主!（全1巻、著：吉野匠、メガミ文庫）
- テイルズ オブ ヴェスペリア（著：岩佐まもる、角川スニーカー文庫）
- 戦闘城塞マスラヲ（著：林トモアキ、角川スニーカー文庫）
- レイセン（著：林トモアキ、角川スニーカー文庫）
- 白銀の城姫（著：志瑞祐、MF文庫J）
- 魔法使い、でした。（著：砂顔実、講談社ラノベ文庫)
- アトラ・シンドローム 世界壊しの子（著：涼野遊平、集英社スーパーダッシュ文庫）[1]
- 見えない炎（著：如月かずさ、オトナヘNovel）
- チート薬師の異世界旅（著：赤雪トナ、ヒーロー文庫、3巻以降）
- ワールドオーダー（著：河和時久、ヒーロー文庫）
- 加賀100万石に仕えることになった（著：シムCM、カドカワBOOKS）
- 無職の英雄 別にスキルなんか要らなかったんだが（著：九頭七尾、アース・スターノベル）
- 転生しても収集魔（著：高崎三吉、プライムノベルス）

### その他書籍
- アイドルマスター キャラクターマスター（挿絵、DNAメディアブックス）[2]
- まんだらけ コミケカタログCD-ROM版特典 絶対領域本（イラスト）[2]
- コミックとらのあな通販カタログ「虎通」2006年1月号（表紙イラスト）[2]
- ToHeart2 コミックアンソロジー VOL.2（イラスト、一迅社）[2]
- 舞-乙HiMEアンソロジーコミックス（イラスト、学習研究社）[5]
- DEAD OR ALIVE 4 コミックアンソロジー（口絵、一迅社）[2]
- MELTY BLOOD コミックアンソロジー Vol.16（口絵、一迅社）[2]
- マジキューVol.26（イラスト、エンターブレイン）[2]
- Role&Roll（新紀元社）『デモンパラサイト』（挿絵、キャラクター・クリーチャーデザイン）[1]
- 萌え萌え幻獣事典（表紙イラスト、イーグルパブリシング）
- ドラゴンマガジン（富士見書房）2014年3月号『サイキックハーツ』（イラスト）[6]
- 無尽合体キサラギ（イラスト、バンダイナムコゲームス）※電子書籍サービス『ボイノベ』にて配信[7]
- ラブライブ! Official compilation book（一部イラスト、KADOKAWA）[1]

### カードゲーム
- ランブリングエンジェル
- Lycee
- マグナ・スペクトラ
- GUARPS ユエル・サーガ（アークライト）
- カードファイト!! ヴァンガード[1]

### ゲームソフト

#### talestune作品
いずれも原画を担当。
- 収穫の十二月シリーズ
- 神事闘劇カーニバル
- ルーデシア
- 神事双劇カーニバル
- 狂痛忌

#### その他ゲームソフト
- -atled-（原画、-atled-制作委員会）※2008年発売の雑誌「パソコンパラダイス」（メディアックス）199号から201号の付録。2012年発売のリメイク版は別の原画家が手掛けている。
- 時空覇王伝（カードイラスト、ASJ）[1]
- 限界凸騎 モンスターモンピース（モンスターイラスト、コンパイルハート）[1]
- ボーダーブレイクmobile -疾風のガンフロント-（カードイラスト、マイネットエンターテイメント/セガゲームス）[1]
- ピリオドゼロ（カードイラスト、タイトー）[1]
- ファイアーエムブレム ヒーローズ（一部キャラクターデザイン、任天堂）

### その他
- 龍刻 RYU-KOKU（KID）特典ブックレット[2]
- 絵師100人展 出展（2011年 - 2013年）
- アイドルマスター relations 第一巻初回特典ドラマCD（脚本）[1]
- アイドルマスター 如月千早キャラクターソングCD「Gratitude」（イラスト）[1]
- ハルモニアの気がかり 各種コンテンツ（小杉由紀乃イラスト）
- 林トモアキデビュー20周年記念『戦闘城塞 マスラヲ』PV（キャラクターデザイン、作画監督）

## TV出演
- デジ絵の文法（フジテレビ739）[1]
- MAG・ネット（NHK BS2）